# Brassica oleracea
La col silvestre (Brassica oleracea)  es una especie de planta del género Brassica perteneciente a la familia de las brasicáceas.

## Distribución y hábitat
Es nativa de la costa del sur y del oeste de Europa. Tiene su cultivo una tolerancia buena a los suelos con alto contenido de cloruro de sodio y carbonato cálcico pero posee una intolerancia a otros entornos. Por esta razón su hábitat se reduce a suelos de caliza en acantilados.

## Descripción
Brassica oleracea es una planta bienal que forma una especie de roseta de hojas durante el primer año de cultivo, las hojas de esta variedad son siempre carnosas y tienen proteínas capaces de hacerles almacenar agua y nutrientes. En su segundo año, los almacenes de nutrientes hacen que se forme una inflorescencia amarilla de uno o dos metros de altura.

### Cultivo y usos
Esta especie ha sido cultivada durante cientos de años, en un amplio rango de variedades, como repollo, brécol, coliflor... Se trata de una de las plantas más importantes para ser empleadas como alimento humano. De acuerdo con la teoría del Triángulo de la U, la B. oleracea está muy relacionada con otras cinco especies del género Brassica.

Todas las variedades de B. oleracea están agrupados en grupos de cultivares:
- Brassica oleracea Grupo Alboglabra (Brassica oleracea var. alboglabra (L. H. Bailey) Musil) - kai-lan (brécol chino)
- Brassica oleracea Grupo Botrytis (Brassica oleracea var. botrytis L.) - coliflor y romanesco
- Brassica oleracea Grupo Capitata (Brassica oleracea var. capitata L.) - col o repollo o col repollo (lombarda, col puntiaguda...)
- Brassica oleracea Grupo Costata (Brassica oleracea var. costata DC.) - col de pezón grueso o col tronchuda
- Brassica oleracea Grupo Gemmifera (Brassica oleracea var. gemmifera DC.) - col de Bruselas
- Brassica oleracea Grupo Gongylodes o Kohlrabi (Brassica oleracea var. gongylodes L.) - colirrábano
- Brassica oleracea Grupo Italica (Brassica oleracea var. italica Plenck) - brécol o brócoli
- Brassica oleracea Grupo Medullosa (Brassica oleracea var. medullosa Thell.) - col de meollo, col medular o col meollosa
- Brassica oleracea Grupo Palmifolia (Brassica oleracea var. palmifolia DC.) - col de Jersey
- Brassica oleracea Grupo Ramosa (Brassica oleracea var. ramosa DC.) - col de mil cabezas o tallos
- Brassica oleracea Grupo Sabauda (Brassica oleracea var. sabauda L.) - col de Saboya o col de Milán
- Brassica oleracea Grupo Sabellica o Acephala (Brassica oleracea var. sabellica L.) - col crespa o col rizada
- Brassica oleracea Grupo Viridis (Brassica oleracea var. viridis L.) - berza común o col forrajera

Cabe mencionar también el Brassicoraphanus o Raphanobrassica, género híbrido entre el rábano y el repollo.
Algunos (en especial col de Bruselas y brécol) contienen altos niveles de sinigrina que ayudaría a prevenir el cáncer de duodeno[cita requerida].

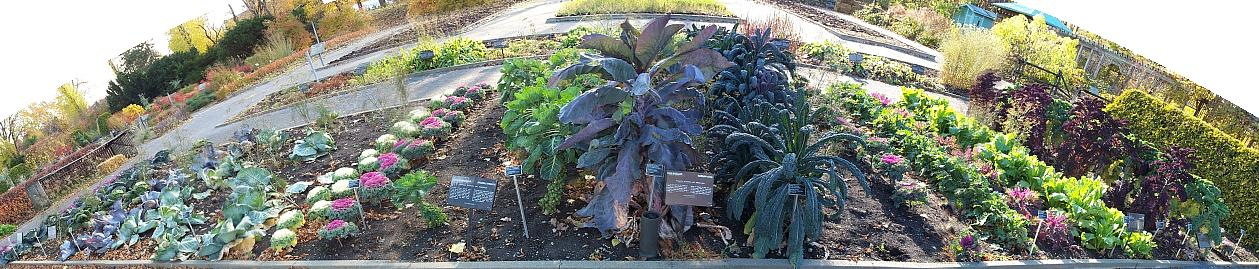
Diversos cultivos de Brassica oleracea, que incluyen la col verde, la col de bruselas, Savoy y la col verde china.

## Nombres comunes
- Castellano: berza, berza caballar, berza común, berza marina, berza morada, berzas, berza silvestre, brécol, col, col caballar, col común, col de asa de cántaro, col de repollo, coles, col forrajera, col gallega, colinabo, colirrábano, col lombarda, col portuguesa, col rizada, grelos, lombarda, nabo redondo, repollo blanco, rutabaga.[2]

## Sinonimia
- Brassica alba Boiss. nom. illeg.
- Brassica alboglabra L.H.Bailey
- Brassica arborea Steud.
- Brassica bullata Pasq.
- Brassica campestris subsp. sylvestris (L.) Janch.
- Brassica capitala DC. ex H.Lév.
- Brassica cauliflora Garsault nom. invalid.
- Brassica caulorapa (DC.) Pasq.
- Brassica cephala DC. ex H.Lév.
- Brassica fimbriata Steud.
- Brassica gemmifera H.Lév.
- Brassica laciniata Steud.
- Brassica maritima Tardent
- Brassica millecapitata H.Lév.
- Brassica muscovita Steud. nom. invalid.
- Brassica odorata Schrank ex Steud. nom. invalid.
- Brassica peregrina Steud.  nom. invalid.
- Brassica quercifolia DC. ex H.Lév.
- Brassica rubra Steud.
- Brassica sabauda (L.) Lizg.
- Brassica sabellica Pers. nom. invalid.
- Brassica suttoniana H.Lév.
- Brassica sylvestris (L.) Mill.
- Crucifera brassicaE.H.L.Krause
- ?Rapa rotunda Mill.	Unresolved
- Raphanus brassica Crantz nom. illeg.

Además, todos los innumerables taxones infraespecíficos descritos son meros sinónimos de la especie.